# 우셀리오
우셀리오(피에몬테어: Ussèj, 프랑코프로방스어: Usèi, 프랑스어: Ussel)는 이탈리아의 피에몬테주 토리노 광역시에 있는 코무네로, 토리노 북서쪽으로 약 40 킬로미터 (25 mi) 떨어진 프랑스 국경에 위치한다. 인접한 코무네는 다음과 같다: 발메, 베상 (프랑스), 브루촐로, 부솔레노, 키아노코, 콘도베, 레미에, 몬판테로, 노발레사.

## 하는 일
우셀리오는 야간 조명 시설과 탁구대를 갖춘 유일한 18홀 미니어처 골프 코스를 운영한다.

## 같이 보기
- 푼타 술레
- 로치아멜로네 산
- 말치아우시아 호수
- 비우